# Dobersberg
Dobersberg es un municipio del distrito de Waidhofen an der Thaya, en el estado de Baja Austria (Austria).